# کیسلوویتسه
کیسلوویتسه (به چکی: Kyselovice) یک منطقهٔ مسکونی در جمهوری چک است که در ناحیه کرومیریژ واقع شده‌است. کیسلوویتسه ۶٫۷۵ کیلومتر مربع مساحت و ۴۹۳ نفر جمعیت دارد و ۱۹۷ متر بالاتر از سطح دریا واقع شده‌است.